# Ceroplastes stenocephalus
Ceroplastes stenocephalus är en insektsart som beskrevs av De Lotto 1961. Ceroplastes stenocephalus ingår i släktet Ceroplastes och familjen skålsköldlöss.
Artens utbredningsområde är Kenya. Inga underarter finns listade i Catalogue of Life.